# ブライスのパラドックス
ブライスのパラドックス（英: Braess's Paradox）とは、移動時間の短縮を目的としてネットワーク中に新たに流路を作ったにもかかわらず、移動時間の短縮どころか逆に移動時間が増加する場合があるという交通工学におけるパラドックス。1960年代にドイツのルール大学の数学者ディートリヒ・ブライスによって提唱された。
なお、これはある流路を取り去ることによって全体移動時間が短縮される場合が有るということとも同義である。この理論は各ドライバーが他のドライバーの行動を所与として自身の総移動時間がより短くなるような選択をするという仮定に基づいており、背景にはナッシュ均衡が必ずしもパレート最適ではないことが隠れている。

## 例
右図のSTARTからENDまで4000人のドライバーが移動することを考える。START-Aルートはこのルートを選んだドライバー数を100で割った時間(分)だけかかるものとし、B-ENDルートも同様である。START-Bルートは常に45分かかるものとし、A-ENDルートも同様である。またA-Bルートは存在しないとする。このとき当然START-Aルートを通るドライバー数をA、B-ENDルートを通るドライバー数をBとすると{\displaystyle A+B=4000}(人)が成り立つ。各所要時間を考えるとSTART-A-ENDルートは{\displaystyle {\tfrac {A}{100}}+45}(分)、START-B-ENDルートは{\displaystyle {\tfrac {B}{100}}+45}(分)となる。もし{\displaystyle A>B}であればSTART-A-ENDルートのドライバーはより移動時間の短くなるSTART-B-ENDルートに選択を変更するはずであるからこれはナッシュ均衡ではなく、{\displaystyle A<B}の場合も同様のことが言えて、結果的に{\displaystyle A=B=2000}(人)が均衡である。このとき全てのドライバーの移動時間は{\displaystyle {\tfrac {2000}{100}}+45=65}(分)である。
ここで、移動時間が無視できるショートカットA-Bルートを新たに加える。このとき全てのドライバーはSTART-BルートではなくSTART-Aルートを選ぶ。なぜならばSTART-Aルートは最大でも{\displaystyle {\tfrac {4000}{100}}=40}(分)しかかからず、これはSTART-Bルートの45分よりも短いからである。その後A点にいる全てのドライバーはA-B-ENDルートを選ぶ。なぜなら先ほど同じ理由でA-B-ENDルートは最大でも{\displaystyle 0+{\tfrac {4000}{100}}=40}(分)しかかからず、これはA-ENDルートの45分よりも短いからである。結果、全てのドライバーの移動時間は{\displaystyle 40+40=80}(分)となり、A-Bルートが存在しなかったときの65分よりも長くなってしまっている。もし全てのドライバーがA-Bルートを使用しなければ移動時間は65分で済むのだが、いかなる場合でも各ドライバーはA-Bルートを使うことによって自分の移動時間を短縮することができるためこのようにブライスのパラドックスが生じるのである。

## 現実での事例
- 2003年から2005年にかけて行われた韓国・ソウル市の清渓川復元工事では、6車線の幹線道路（清渓高架道路）を取り壊して全長8kmの公園に作り変えたが、予め周辺の主要道路の拡張整備も進められていた結果、街の交通は悪化するどころか改善した。[1]
- 米国のニューヨーク市では1990年に42丁目を閉鎖することによって周辺の渋滞が緩和された。[2]
- 2008年にユン、ガストナー、ジョンの3人はボストン、ニューヨーク、ロンドンの特定の道を閉鎖することによって周辺地域の移動時間を減少させるデモンストレーションを行った。[3]